# Крупка (Лельчицкий район)
Крупка (бел. Крупка) — деревня в Буйновичском сельсовете Лельчицкого района Гомельской области Беларуси.
На востоке, севере и западе лес.

## География

### Расположение
В 26 км на северо-восток от Лельчиц, 202 км от Гомеля, 49 км от железнодорожной станции Ельск (на линии Калинковичи — Овруч).

### Гидрография
На западной окраине небольшой искусственный водоём. До 30-х протекала речка, но во время мелиорации её осушили.

## Транспортная сеть
Транспортные связи по просёлочной, затем автомобильной дороге Лельчицы — Мозырь. Планировка состоит из прямолинейной улицы, близкой к меридиональной ориентации, к которой на севере присоединяются с востока, а на юге с запада короткие улицы. На севере обособленный участок застройки. Деревянные крестьянские усадьбы стоящие двусторонне.

## История
Согласно письменным источникам известна с XIX века как селение в Буйновичской волости Мозырского уезда Минской губернии. В 1879 году обозначена как селение в Буйновичском церковном приходе. В 1923 году открыта школа, которая размещалась в наёмном крестьянском доме. В 1931 году организован колхоз «3-я пятилетка», работала кузница. Во время Великой Отечественной войны в июле 1943 года оккупанты сожгли деревню и убили 26 жителей. Согласно переписи 1959 года деревни Великая и Малая Крупка. Чуть позже эти деревни были объединены в один населённый пункт. В составе совхоза «Буйновичи» (центр — деревня Буйновичи). Располагался клуб.

## Население

### Численность
- 2004 год — 53 хозяйства, 88 жителей.

### Динамика
- 1897 год — 21 двор, 122 жителя (согласно переписи).
- 1921 год — 63 двора, 350 жителей.
- 1940 год — 110 дворов, 371 житель.
- 1959 год — в деревне Великая Крупка 276 жителей, в деревне Малая Крупка 176 жителей (согласно переписи).
- 2004 год — 53 хозяйства, 88 жителей